# André-Joseph Exaudet

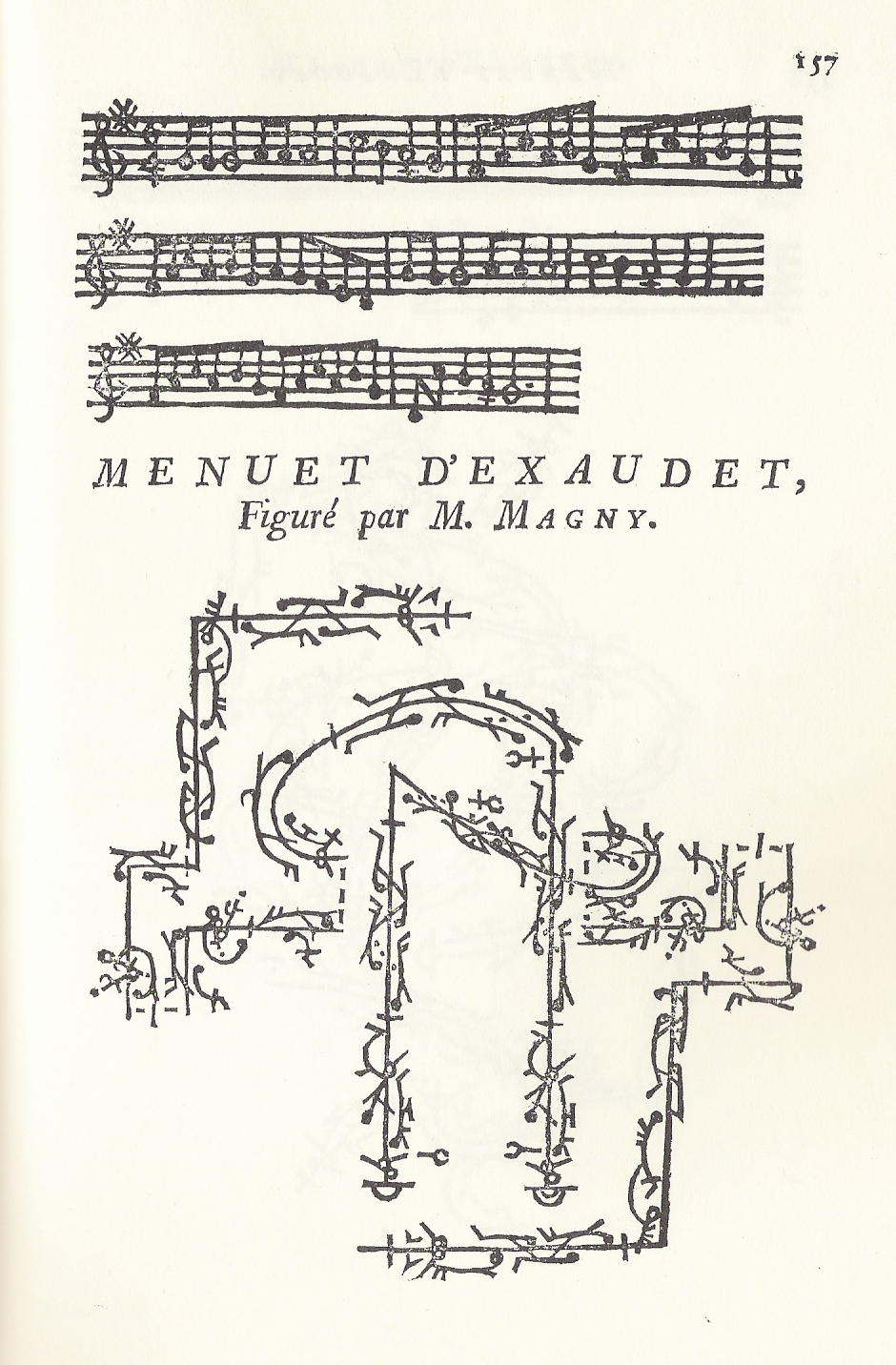
Menuet d'Exaudet
(Magny, Principes de chorégraphie, Paris, 1765)

André-Joseph Exaudet (Ruan, 1710-París, 1762) fue un violinista y compositor francés del siglo XVIII, recordado en la actualidad principalmente por ser el autor de un célebre minueto que se conoce como Menuet d'Exaudet. Exaudet gozó de gran prestigio en vida como violinista y sus obras para este instrumento contienen innovaciones tanto de tipo técnico como formal.

## Minueto
Como compositor, Exaudet es recordado sobre todo por su célebre minueto (op. 2 n.º 1, finale). Un año después de su publicación Jean-Joseph Vadé le añadió un texto y lo incorporó en su ópera Suffisant. El 1 de octubre de 1763 el Mercure de France anunció la publicación de un arreglo para orquesta, realizado por Pierre Montan Berton.

## Obra
- 6 sonatas para violín y bajo continuo (1744)
- 6 sonatas a trío para 2 violines y bajo continuo (1751)
- 12 sonatas pora violín solo (1760)
- Concert à cinq